# Blaveta de la garlanda
La blaveta de la garlanda (Polyommatus amandus) de lepidòpters papilionoïdeus de la família dels licènids (Lycaenidae) present als Països Catalans.

## Descripció

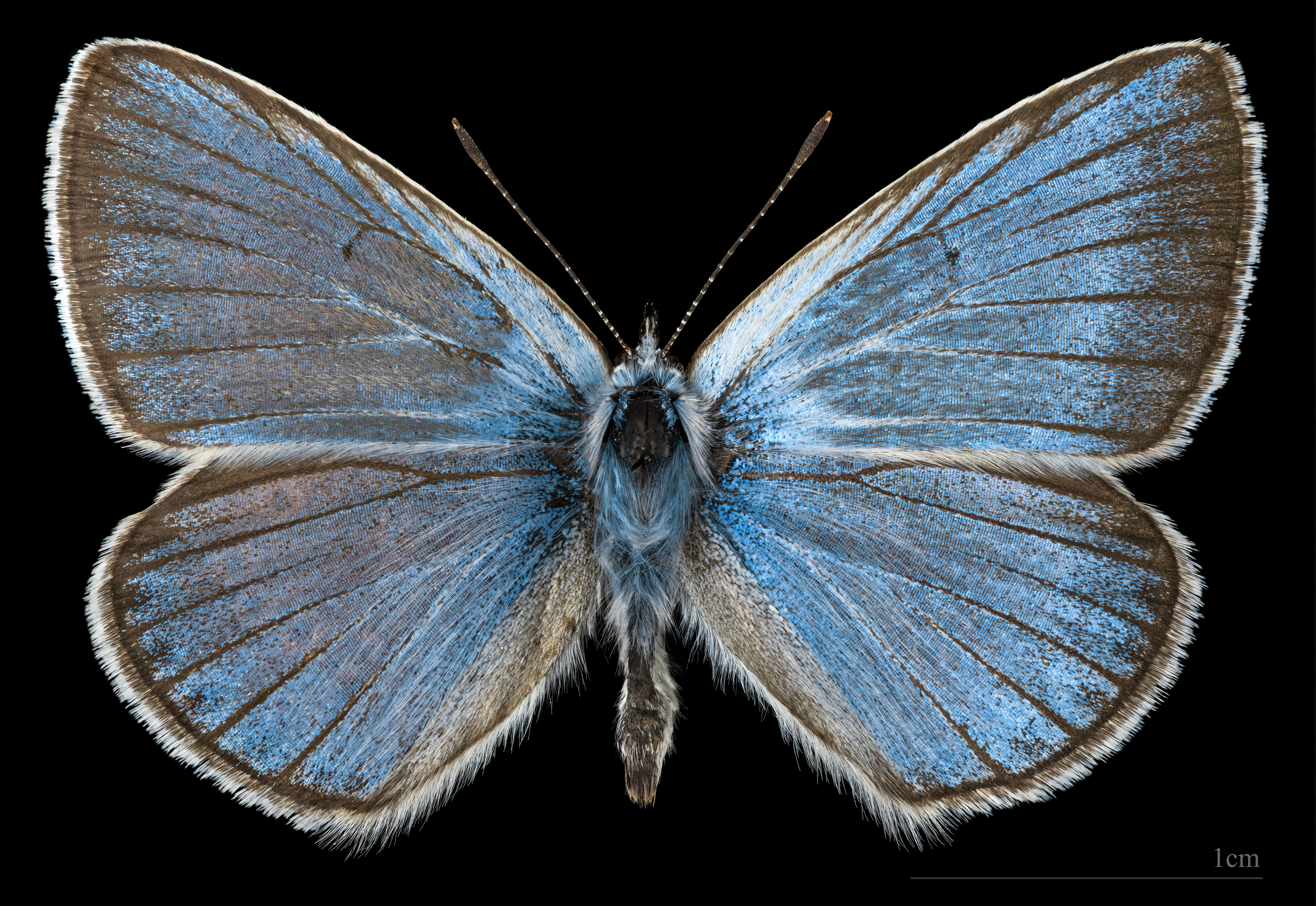
Polyommatus amandus ♂
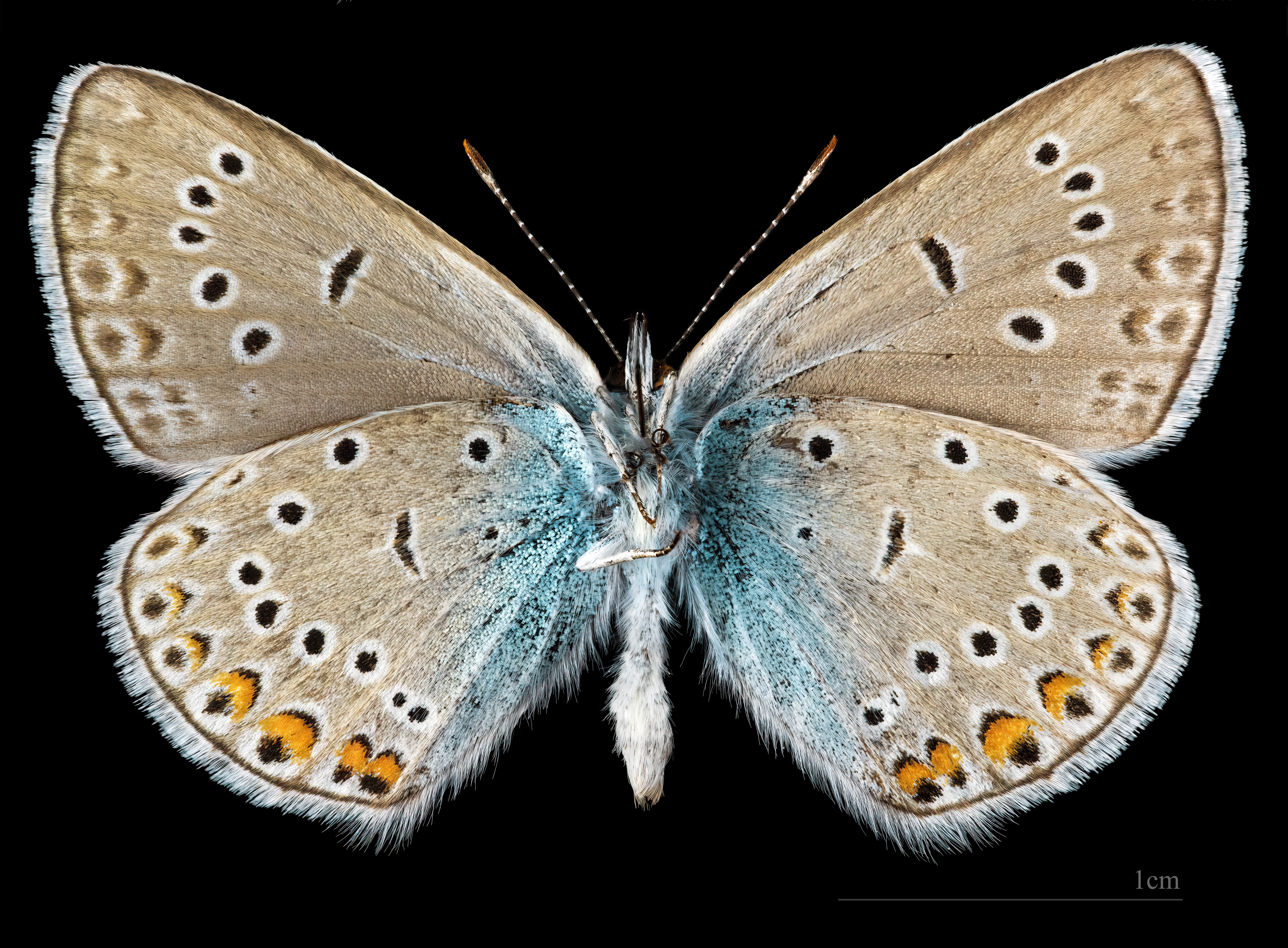
Polyommatus amandus ♂ △

## Distribució
Nord d'Àfrica, Europa (excepte el nord-oest), Turquia, oest d'Àsia i l'Iran. A la península Ibèrica es troba a les principals serralades.

## Hàbitat
Llocs càlids, herbosos, freqüentment humits i amb abundància de la planta nutrícia, associats amb zones d'arbustos o boscos oberts o barrancs per sobre de la línia del bosc. L'eruga s'alimenta de plantes del gènere Vicia.

## Període de vol
Una generació a l'any entre finals de maig i juliol segons la localitat. Hiberna com a larva jove.

## Comportament
Erugues ateses per formigues tals com Myrmica specioides, Formica cinerea, Lasius niger, entre d'altres.